# Station Babice
Station Babice is een spoorwegstation in de Poolse plaats Babice.